# مايلز جوزيف
مايلز جوزيف (بالإنجليزية: Miles Joseph)‏ (2 مايو 1974 بويست سبرينغفيلد في الولايات المتحدة - ) هو مدرب كرة قدم ولاعب كرة قدم أمريكي في مركز الدفاع، شارك في الألعاب الأولمبية الصيفية 1996. وشارك مع منتخب الولايات المتحدة تحت 23 سنة لكرة القدم ومنتخب الولايات المتحدة لكرة القدم. أما مع النوادي، فقد لعب مع كولومبوس كرو ونادي دالاس ونيويورك ريد بولز وDallas Sidekicks (1984–2004) ‏.

## وصلات خارجية
- مايلز جوزيف على موقع الدوري الأمريكي (الإنجليزية)
- مايلز جوزيف على موقع قاعدة بيانات كرة القدم.إي يو (الإنجليزية)
- مايلز جوزيف على موقع ناشيونال فوتبول تيمز (الإنجليزية)
- مايلز جوزيف على موقع عالم كرة القدم.نت (الإنجليزية)
- مايلز جوزيف على موقع أوليمبيديا (الإنجليزية)